# Ivan Lagutin
Ivan Mikhailovich Lagutin (tiếng Nga: Иван Михайлович Лагутин; sinh ngày 6 tháng 11 năm 1999) là một cầu thủ bóng đá người Nga thi đấu cho F.K. Rotor-2 Volgograd.

## Sự nghiệp câu lạc bộ
Anh có màn ra mắt tại Giải bóng đá chuyên nghiệp quốc gia Nga cho F.K. Rotor-2 Volgograd vào ngày 16 tháng 5 năm 2018 trong trận đấu với FC Strogino Moskva.